# Lankesisk elefant

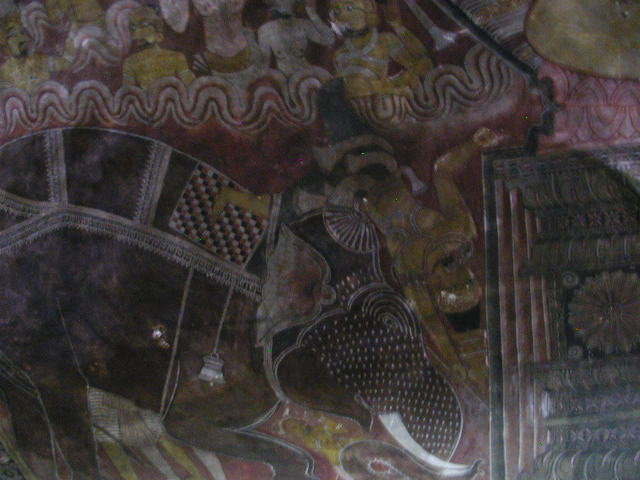
Gyllene templet i Dambulla

Lankesisk elefant (Elephas maximus maximus) är en underart till arten asiatisk elefant som lever på Sri Lanka. Underarten är inte allmänt accepterad och DNA-analys har visat att elefanterna på Sri Lanka har mer genetisk variation inbördes än mellan den lankesiska och den indiska elefanten.

## Kännetecken
Den lankesiska elefanten är den fysiskt största underarten av asiatisk elefant. Den har också i genomsnitt mörkare hy än de andra underarterna. Höjden ligger mellan 2 och 3 meter och vikten ligger mellan 3 och 5 ton. Elefanterna kan springa med en hastighet av drygt 40 km/h och uppnå en ålder av 55 till 70 år.
Få hannar fullt utvecklade betar och honorna har mycket sällan annat än helt rudimentära betar. Vid den senaste elefanträkningen i augusti 2011 fann man att mindre än 2 % av elefanthannar bar betar.

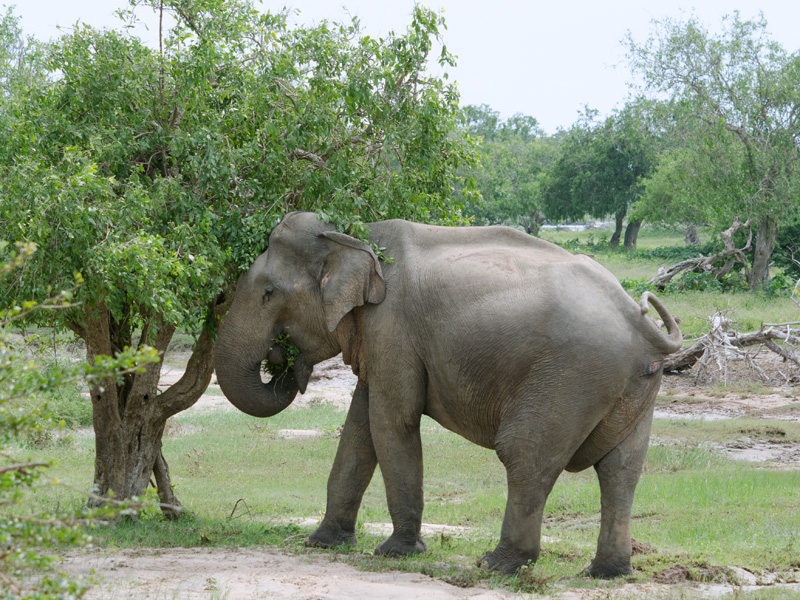
I Yala nationalpark
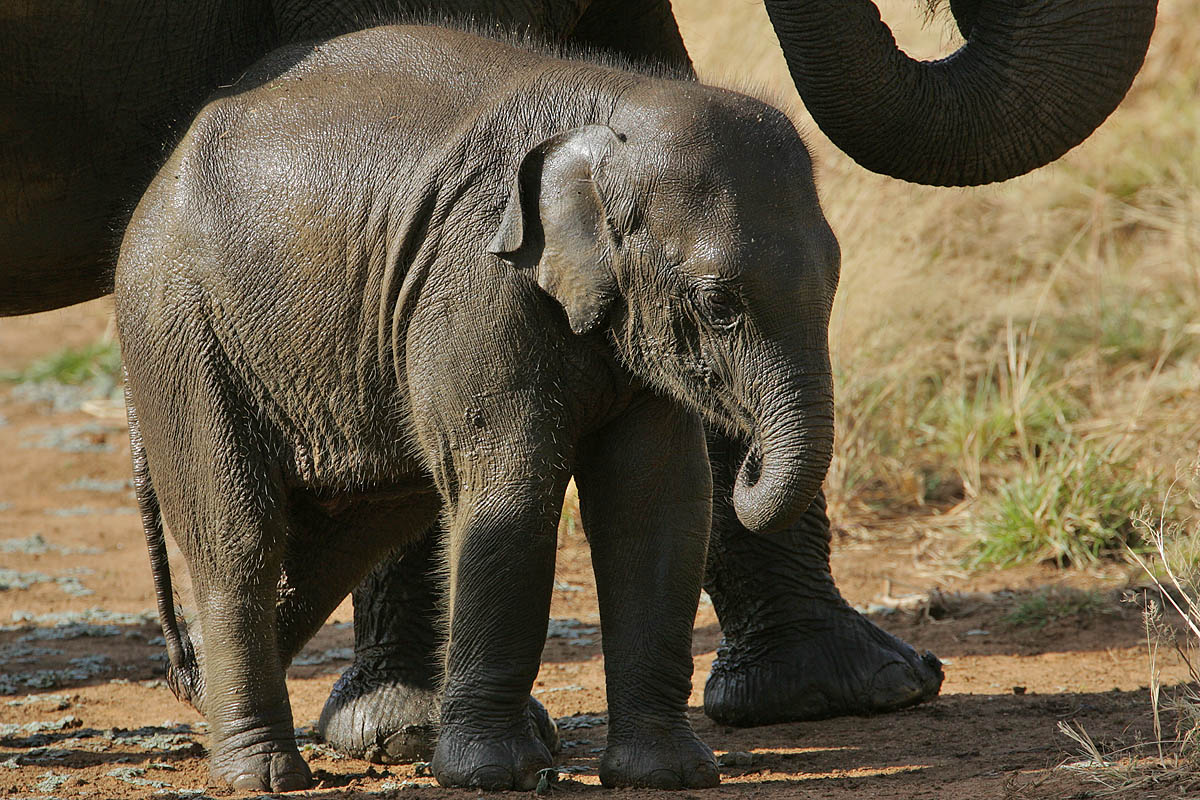
Unge i Udawalawe nationalpark

## Utbredning
Den asiatiska elefanten är starkt hotad och underarten lankesisk elefant finns som namnet antyder endast på Sri Lanka. Arten fanns förr på hela ön, men idag finns elefanterna främst i låglandet i den torra zonen där den fortfarande är relativt utbredd. I den regniga zonen på sydöstra Sri Lanka saknas den nästan helt med undantag för mindre populationer i bland annat Sinharaja skogsreservat. I augusti 2011 genomfördes en nationell elefanträkning på Sri Lanka där man fann total 7 379 elefanter.

## Levnadssätt
Lankesiska elefanten är en växtätare, liksom övriga elefanter, och livnär sig på gräs, blad, skott, bark, frukter, nötter och frön. Elefanterna använder ofta sin snabel för att samla mat.
Den lankesiska elefanten vandrar i takt med monsunregnen längst gamla vandringsvägar. Den äldsta elefanten ansvarar för att leda hjorden. Vandringen sker oftast mellan regn- och torrperiod och problem uppstår när gårdar byggs längs elefanternas vandringsvägar med konflikter med människor och förstörelse av nybildad jordbruksmark som följd.

## Domesticerade elefanter
Den huvudsakligen buddhistiska befolkningen på Sri Lanka vördar elefanten som ett heligt djur. Lankesiska elefanter har hållits och hålls i fångenskap för att delta i religiösa ceremonier där Esala Perahera i Kandy är den mest kända.

## Hot
I början av 1900-talet uppskattades att det fanns 10 000–15 000 lankesiska elefanter. 1937 deklarerade myndigheterna elefanterna på Sri Lanka som skyddad underart. 1993, under Sri Lankas inbördeskrig, genomfördes en ofullständig elefanträkning där man fann färre än 1 967 djur. IUCN uppskattade 2008 att det fanns 2 500–4 000 lankesiska elefanter. Glädjande nog blev resultatet av den första nationella elefanträkningen på Sri Lanka efter inbördeskriget i augusti 2011 att man fann totalt 7 379 elefanter, 1 107 elefantungar och 122 elefanter med betar. Siffrorna antyder att den lankesiska elefanten är i bättre situation än tidigare befarat. Före elefanträkningen hade myndigheterna uppskattat att det fanns 5 350 elefanter på Sri Lanka. Miljöaktivister har ifrågasatt elefanträkningens resultat.
Den lankesiska elefanten förlorar utrymme (habitatförlust) på grund av konkurrens om utrymmet med människan. Nära 200 elefanter dödas varje år när de vandrar in på åkermark. Elefanterna i sin tur dödar cirka 50 människor om året på Sri Lanka.